# Harold Arthur Sydney Molyneaux
Harold Arthur Sydney Molyneaux, kanadski letalski častnik, vojaški pilot in letalski as, * 14. marec 1896, Toronto, Ontario, † 30. januar 1985.
Poročnik Molyneaux je v svoji vojaški službi dosegel 5 zračnih zmag.

## Življenjepis
Sprva je služil v 75. bataljonu Kanadske ekspedicijske sile, dokler ni bil 4. aprila 1917 ranjen v glavo med bitko za Vimy Ridge.
Po ozdravitvi je bil premeščen k Kraljevemu letalskemu korpusu; pilot je postal oktobra 1917.
Med prvo svetovno vojno je opravil 70 bojnih poletov in s S.E.5a sestrelil 5 Fokker D.VII.
Med drugo svetovno vojno je služil v sestavi Kraljevega kanadskega vojnega letalstva.

## Odlikovanja
- Distinguished Flying Cross (DFC)